# 조성욱 (1964년)
조성욱(趙成旭, 1964년 ~ )은 대한민국의 경제학자이며, 문재인 정부의 공정거래위원회 위원장이다.

## 생애
서울대학교 경제학과를 졸업하고 동 대학원에서 경제학 석사를 취득했다. 한국인 여성으로는 처음으로 미국 하버드 대학교 대학원 경제학 박사과정을 밟았다. 1994년 미국 뉴욕주립대 조교수를 거쳐 1997년 한국개발연구원(KDI) 연구위원이 되었고, 2003년 《기업지배구조 및 수익성》 논문을 통해 1997년 외환위기가 재벌의 취약한 지배구조 때문에 발생했다고 주장했다. 그녀는 논문에서 당시 기업이 높은 부채에 의존해 수익성이 낮았고, 연쇄적 도산을 막지 못해 외환위기를 초래했다고 밝혔다.
2003년 고려대학교 경영학과 교수를 역임했으며, 2005년부터 서울대학교 경영학과 교수로 재직했다.
2019년 9월 문재인 정부에서 공정거래위원회 위원장으로 임명되었다. 1981년 설립 이래 최초의 여성 위원장이다. 전임자인 김상조와 비슷한 입장을 가진 것으로 알려졌다.

## 학력
- 1982년 청주여자고등학교 졸업
- 1986년 서울대학교 경제학 학사
- 1988년 서울대학교 대학원 경제학 석사
- 1994년 하버드 대학교 경제학 박사

## 경력
- 1994년 ~ 1997년 미국 뉴욕주립대학교 경제학과 교수
- 1997년 ~ 2003년 한국개발연구원(KDI) 연구위원
- 2003년 ~ 2005년 고려대학교 경영학과 교수
- 2005년 ~ 서울대학교 경영대학 교수
- 2013년 ~ 2019년 금융위원회 증권선물위원회 비상임위원
- 2016년 한국금융정보학회 회장
- 2018년 11월 규제개혁위원회 경제분과 민간위원
- 2019년 6월 ~ 2022년 9월: 제20대 공정거래위원회 위원장
- 2019년 6월 ~ 2022년 9월: 대통령직속 일자리위원회 당연직위원
- 2019년 9월 ~ 2022년 9월: 대통령 직속 국가지식재산위원회 당연직 위원

## 저서
- 《외환위기 이후 재벌구조 변화에 대한 실증분석》 (한국개발연구원) 2003년 12월 ISBN 978-89806315-5-1
- 《경제지리 교육내용의 선정과 조직에 관한 연구》 (한국학술정보) 2006년 5월 ISBN 978-89534516-2-9